# Maison de Tomislav Bošković à Radoinja
La maison de Tomislav Bošković à Radoinja (en serbe cyrillique : Кућа Томислава Бошковића ; en serbe latin : Kuća Tomislava Boškovića) se trouve à Radoinja, dans la municipalité de Nova Varoš et dans le district de Zlatibor, en Serbie. Elle est inscrite sur la liste des monuments culturels protégés de la république de Serbie (identifiant no SK 519).

## Présentation
La maison a été construite au début du XXe siècle comme une cabane en rondins en deux parties reposant sur un sous-sol. Le toit en croupe était couvert de bardeaux. La maison de Tomislav Bošković à Radoinja n'existe plus ; seules ses fondations sont encore visibles sur le site de la maison, complètement envahies par les mauvaises herbes ; l'Institut pour la protection du patrimoine ne dispose pas de documentation technique suffisante pour permettre la reconstruction de l'édifice.
En revanche, la maison de Tomislav Bošković a été considérée comme un bien culturel en tant qu'objet historique et ethnographique. En 1941, le Quartier général suprême de la lutte de libération nationale a séjourné dans cette maison, faisant une halte sur son chemin vers la Bosnie.